# Balboa Company
The Balboa Amusement Producing Company foi uma companhia cinematográfica estadunidense da era do cinema mudo, que operava em Long Beach, na Califórnia, entre os anos de 1913 e 1918, tendo se tornado, na época, uma das maiores empresas independentes do mundo.

## Histórico

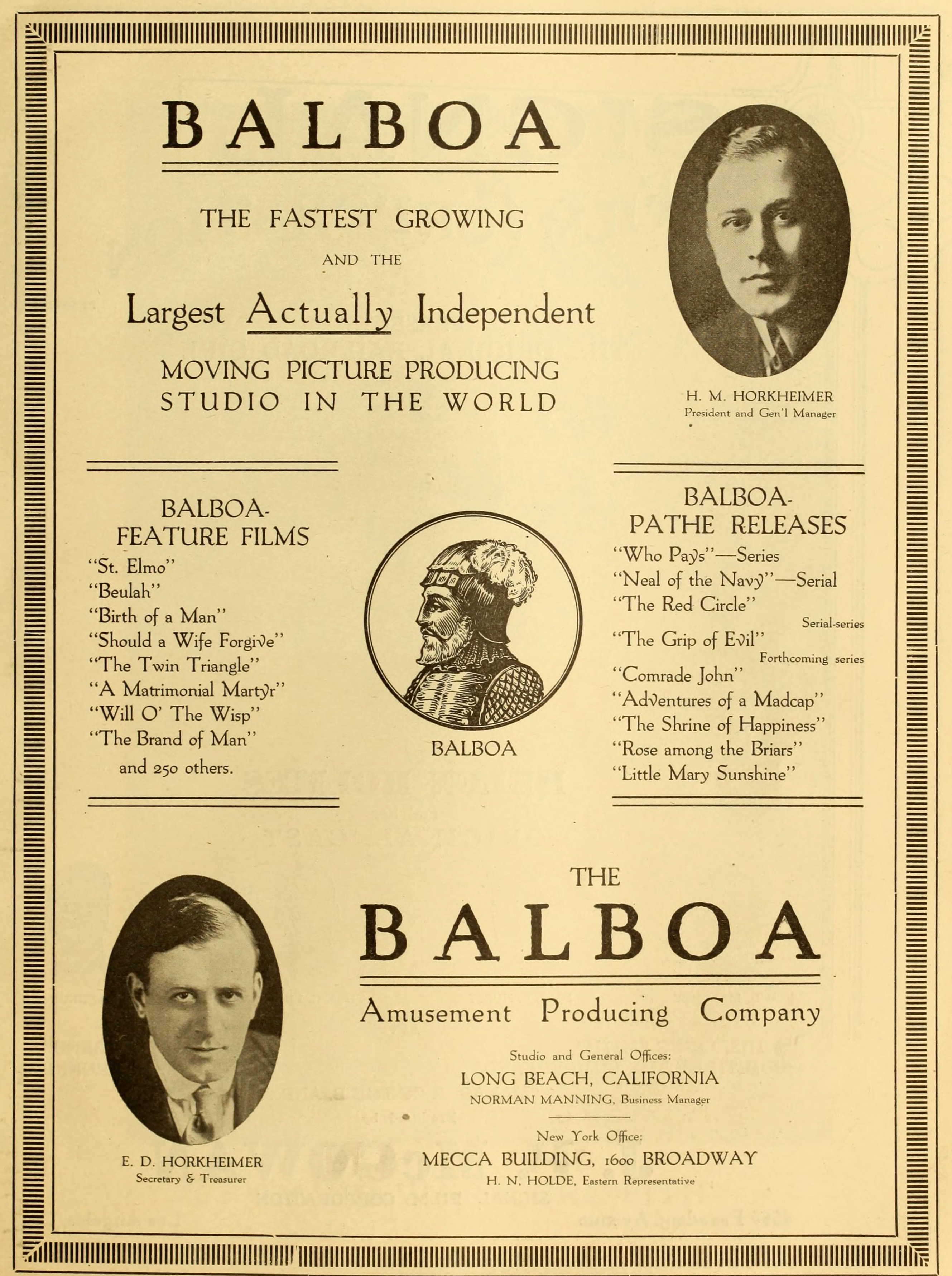
Anúncio (1916)

Seu fundador, Herbert M. Horkheimer, comprou o estúdio de Edison Company, em 1913, e em 1915 a Balboa já produzia diariamente e personalidades cinematográficas como Bert Bracken, Fatty Arbuckle, Henry King, Baby Marie Osborne, Thomas H. Ince e William Desmond Taylor começaram suas carreiras com o estúdio.
A Balboa era conduzida por Herbert M. Horkheimer e seu irmão Elwood Horkheimer, e se tornou, na época, uma das maiores empresas independentes do mundo, chegando a produzir mais de 1000 filmes.

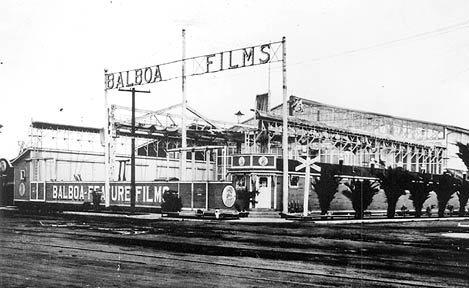
Estúdios da Balboa Amusement Producing Company

O primeiro filme produzido pela companhia foi By Impulse, de 1913, estrelado por Henry King. Uma das grandes especialidades, porém, da companhia eram as comédias pastelão, motivo pelo qual o Los Angeles Times, mais tarde, diria que “padarias de torta de Long Beach floresceram como nunca”.
Em 1918, Horkheimer surpreendeu a indústria ao declarar falência, desligando-se da Balboa e afastando-se do cinema. O fechamento do estúdio efetivamente encerrou o período de Long Beach como centralizador de filmes. A maioria dos filmes da Balboa foi perdida, e pouco até agora foi escrito sobre o estúdio.
Há 124 filmes cadastrados, porém estima-se que apenas 10% dos filmes da Balboa sobreviveram, pois os filmes continham o nitrato, que é um elemento usado em explosivos, e muitos filmes foram reciclados para combate durante a Primeira Guerra Mundial. A atriz Ruth Roland, porém, certificou-se de que seus filmes sobrevivessem, pois armazenou-os no seu quintal em uma abóboda de concreto, onde eles foram encontrados após a sua morte, em 1937, aos 45 anos de idade.
A Balboa foi demolida em 1925, e em seu lugar está o Museu de Arte Latino-Americana, na esquina da 6º Street e Alamitos Avenue.

### Tragédias
Algumas tragédias marcaram antigas estrelas de Balboa. Em 1921, Fatty Arbuckle foi julgado por homicídio por envolvimento com a morte de uma atriz em uma festa. Embora eletenha sido inocentado, sua carreira nunca se recuperou, e morreu aos 46 anos.
Em 1922, William Desmond Taylor foi morto a tiros, aos 49 anos de idade, em sua casa, num crime até hoje não resolvido.

### Baby Marie Orborne
A estrela infantil da Balboa, Baby Marie Osborne, que apareceu em Little Mary Sunshine em 1916, aos 4 anos, declarou aos 89 anos de idade, a um repórter do Times em 2001, que “teve uma vida fascinante, maravilhosa, apesar de sua carreira artística em grande parte terminou quando ela se tornou adulta”. Ela continuou na indústria cinematográfica, trabalhando como supervisora de figurino em vários filmes, incluindo The Godfather Part II (1974).

## Filmografia parcial
- By Impulse, 1913
- The Human Soul, 1914
- The Policewoman, 1914
- The Rat, 1914
- Blue Blood and Yellow, 1915
- Neal of the Navy, 1915
- The Red Circle, 1915
- The Price of Fame, 1915
- Little Mary Sunshine, 1916
- The Grip of Evil, 1916
- The Neglected Wife, 1917
- Sold for Gold, 1918
- Nine-Tenths of the Law, 1918